# Theuville-aux-Maillots
Theuville-aux-Maillots és un municipi francès situat al departament del Sena Marítim i a la regió de Normandia. L'any 2007 tenia 445 habitants.

## Demografia

### Població
| Evolució de la població |      |      |      |      |      |      |      |      |
| 1793                    | 1800 | 1806 | 1821 | 1831 | 1836 | 1841 | 1846 | 1851 |
| 812                     | 849  | 891  | 919  | 995  | 1027 | 1016 | 964  | 972  |

| 1856 | 1861 | 1866 | 1872 | 1876 | 1881 | 1886 | 1891 | 1896 |
| ---- | ---- | ---- | ---- | ---- | ---- | ---- | ---- | ---- |
| 908  | 907  | 885  | 885  | 834  | 766  | 774  | 756  | 677  |

| 1901 | 1906 | 1911 | 1921 | 1926 | 1931 | 1936 | 1946 | 1954 |
| ---- | ---- | ---- | ---- | ---- | ---- | ---- | ---- | ---- |
| 686  | 641  | 613  | 517  | 509  | 504  | 505  | 574  | 529  |

| 1962 | 1968 | 1975 | 1982 | 1990 | 1999 | 2006 | 2011 | 2016 |
| ---- | ---- | ---- | ---- | ---- | ---- | ---- | ---- | ---- |
| 518  | 470  | 423  | 411  | 416  | 378  | 432  | 502  | -    |

| 2019 | - | - | - | - | - | - | - | - |
| ---- | - | - | - | - | - | - | - | - |
| -    | - | - | - | - | - | - | - | - |

El 2007 la població de fet de Theuville-aux-Maillots era de 445 persones. Hi havia 160 famílies de les quals 25 eren unipersonals (8 homes vivint sols i 17 dones vivint soles), 46 parelles sense fills, 72 parelles amb fills i 17 famílies monoparentals amb fills.
La població ha evolucionat segons el següent gràfic:
Habitants censats

### Habitatges
El 2007 hi havia 192 habitatges, 157 eren l'habitatge principal de la família, 29 eren segones residències i 5 estaven desocupats. 189 eren cases i 3 eren apartaments. Dels 157 habitatges principals, 128 estaven ocupats pels seus propietaris, 29 estaven llogats i ocupats pels llogaters i 1 estava cedit a títol gratuït; 7 tenien dues cambres, 16 en tenien tres, 54 en tenien quatre i 80 en tenien cinc o més. 117 habitatges disposaven pel capbaix d'una plaça de pàrquing. A 63 habitatges hi havia un automòbil i a 75 n'hi havia dos o més.

### Piràmide de població
La piràmide de població per edats i sexe el 2009 era:
| Homes | Edats   | Dones |
| ----- | ------- | ----- |
| 0     | 95 o +  | 0     |
| 0     | 90 a 94 | 0     |
| 4     | 85 a 89 | 0     |
| 0     | 80 a 84 | 4     |
| 0     | 75 a 79 | 0     |
| 0     | 70 a 74 | 4     |
| 20    | 65 a 69 | 8     |
| 20    | 60 a 64 | 16    |
| 0     | 55 a 59 | 12    |
| 20    | 50 a 54 | 12    |
| 8     | 45 a 49 | 12    |
| 16    | 40 a 44 | 4     |
| 16    | 35 a 39 | 16    |
| 24    | 30 a 34 | 12    |
| 16    | 25 a 29 | 20    |
| 4     | 20 a 24 | 0     |
| 12    | 15 a 19 | 8     |
| 20    | 10 a 14 | 16    |
| 16    | 5 a 9   | 24    |
| 16    | 0 a 4   | 4     |

## Economia
El 2007 la població en edat de treballar era de 274 persones, 181 eren actives i 93 eren inactives. De les 181 persones actives 156 estaven ocupades (97 homes i 59 dones) i 25 estaven aturades (13 homes i 12 dones). De les 93 persones inactives 23 estaven jubilades, 18 estaven estudiant i 52 estaven classificades com a «altres inactius».

### Ingressos
El 2009 a Theuville-aux-Maillots hi havia 177 unitats fiscals que integraven 499,5 persones, la mediana anual d'ingressos fiscals per persona era de 14.900 €.

### Activitats econòmiques
Dels 9 establiments que hi havia el 2007, 1 era d'una empresa de fabricació d'altres productes industrials, 1 d'una empresa de construcció, 4 d'empreses de comerç i reparació d'automòbils, 1 d'una empresa d'hostatgeria i restauració, 1 d'una empresa de serveis i 1 d'una entitat de l'administració pública.
Dels 2 establiments de servei als particulars que hi havia el 2009, 1 era una funerària i 1 fusteria.
L'únic establiment comercial que hi havia el 2009 era una botiga de material de revestiment de parets i terra.
L'any 2000 a Theuville-aux-Maillots hi havia 10 explotacions agrícoles.

## Equipaments sanitaris i escolars
El 2009 hi havia una escola elemental integrada dins d'un grup escolar amb les comunes properes formant una escola dispersa.

## Poblacions més properes
El següent diagrama mostra les poblacions més properes.